# SC Eltersdorf
SC Eltersdorf is een Duitse sportvereniging uit de Beierse plaats Erlangen, meer specifiek het stadsdeel Eltersdorf. De vereniging werd in 1926 als Arbeiter-Turn- und Sportverein Erlangen opgericht. Sinds 1946 draagt de club de huidige naam. Naast voetbal heeft de club afdelingen voor turnen, handbal, tennis, taekwondo en kegelen,
De voetbalafdeling promoveerde in 2001 voor het eerst naar de Landesliga Bayern. In 2011 werd promotie naar de Bayernliga afgedwongen en in 2012 lukte de sportieve kwalificatie voor de Regionalliga Bayern die vanaf het seizoen 2012/13 van start ging, het vierde niveau in de Duitse voetbalpiramide. Na één seizoen degradeerde de club.